# HD 180902 b
HD 180902 b (بالإنجليزية: HD 180902 b)‏ الذي يرمز له بالرمز HD 180902b، هو كوكب خارج المجموعة الشمسية، في كوكبة الرامي، يتبع HD 180902 ‏.

## الاكتشاف
اكتشف في 2010، وكانت طريقة الاكتشاف Doppler spectroscopy.